# Shushufindi (kanton)
Shushufindi – kanton w prowincji Sucumbíos, w Ekwadorze. Stolicą kantonu jest Shushufindi.